# 1985年墨西哥城大地震
1985年墨西哥城大地震是指1985年9月19日发生在墨西哥城的芮氏地震規模7.8级的地震。

## 经过
震后发生了多场余震，最高一次高达6.5级。在这场大地震中，受灾面积达到32平方公里，8000幢建筑物（墨西哥城三分之一建筑物）受到破坏，7000多人死亡，1.1万人受伤，约30万人无家可归。

## 重建
1986年，世界杯足球赛如期在阿兹特克足球场举行，它未在地震中受到巨大破坏。20多年后，在曾经的酒店瑞吉斯酒店旧址上墨西哥人建起了团结广场，象征着墨西哥人面对灾难团结一心。